# Phantastische Phänomene
Phantastische Phänomene is een muziekalbum van Star Sounds Orchestra. Het album, dat in de Brachelshof Studio te Oberembt is opgenomen, bevat ambientmuziek, die is geschreven om uit te voeren bij Rainer Holbes film over het planetenstelsel. Het toonladdersysteem dat gespeeld wordt is Kosmische Octave.

## Musici
- Steve Schroyder – synthesizers, elektronica
- Jens Zygar – percussie

## Muziek
| Nr. | Titel                                | Duur  |
| --- | ------------------------------------ | ----- |
| 1.  | Phantastische Phänomene (Pluto)      | 2:30  |
| 2.  | On air (Mercurius)                   | 7:17  |
| 3.  | Magnetmenschen (Zon)                 | 3:30  |
| 4.  | Picassos Garten (Aarde-dag)          | 4:10  |
| 5.  | In der Palmblattbibliothek (Jupiter) | 7:17  |
| 6.  | Fantasia mysterica (Neptunus)        | 10:30 |
| 7.  | Leben im Jenseits (Pluto)            | 6:20  |
| 8.  | Das heilige OM (Aarde-jaar)          | 11:11 |
| 9.  | Die Ufos sind da! (-)                | 3:10  |